# جونيتشي واتانابي
جونيتشي واتانابي (باليابانية: 渡辺淳一) (24 أكتوبر 1933، هوكايدو في اليابان - 30 أبريل 2014، طوكيو في اليابان)؛ كاتب وروائي ياباني.

## روابط خارجية
- جونيتشي واتانابي على موقع IMDb (الإنجليزية)
- جونيتشي واتانابي على موقع أول موفي (الإنجليزية)
- جونيتشي واتانابي على موقع قاعدة بيانات الفيلم (الإنجليزية)
- جونيتشي واتانابي على موقع كينوبويسك (الروسية)